# Роган-Субиз, Шарль де
Шарль де Рога́н, герцог де Рога́н-Рога́н, принц де Суби́з, граф де Сен-Поль (фр. Charles de Rohan, prince de Soubise; 16 июля 1715 — 4 июля 1787) — французский аристократ, военачальник и государственный деятель из дома Роганов, маршал Франции (19 октября 1758 года), главнокомандующий французской армией в Европе во время Семилетней войны.

## Биография
Принц родился в Версале 16 июля 1715 года, старший сын Жюля де Рогана, принца Субиза (1697—1724), капитан-лейтенанта жандармов королевской гвардии, и Анны Жюли Аделаиды де Мелён (1698—1724). Старший из пяти детей, он носил титул принца Эпинуа до смерти своего отца в 1724 году.
Его родители умерли в Париже от оспы в 1724 году, оставив своих братьев и сестер, в том числе Марию Луизу, сиротами. Его сестра потеряла мужа от оспы в 1743 году.
Он был доверен своему деду Эркюлю Мериадеку, герцогу Роган-Роган, который привел Субиза ко двору, где он стал компаньоном короля Людовика XV, которому было столько же лет, сколько и ему. Одной из его прабабушек была мадам де Вентадур, через его бабушку по отцовской линии Анну Женевьеву де Леви; мадам де Вентадур, которая умерла в 1744 году, была близка со своим правнуком.
Шарль де Роган-Субиз Был адъютантом короля Франции Людовика XV во время Второй Силезской войны (1744—1748), по окончании войны произведён в генерал-майоры (фр. Maréchal de Camp).
С 1751 года — губернатор Фландрии и Эно.
С началом Семилетней войны, командуя 24-тысячным корпусом, занял Везель, Клеве и Гельдерн и соединился с имперской армией под началом принца Саксен-Гильдбурггаузенского для совместного ведения войны в Саксонии с целью её освобождения от пруссаков.
В сентябре 1757 года едва не попал в плен во время неожиданного налёта гусаров Зейдлица на дом, где он обедал. В последнюю минуту ему удалось сбежать. Оба военачальника вслед за тем были наголову разбиты прусским королём Фридрихом II в сражении при Росбахе.
Несмотря на разгромное поражение, понесённое им, был оставлен одним из командиров французов на прусском театре войны, а, в следующем году, после совместной с герцогом де Брольи победы в сражении при Лутерберге 10 октября 1758 года, отдавшей в руки французов Гессен, даже получил маршальский жезл и главное командование над французскими войсками. Оставался главнокомандующим до окончания войны, сложившейся для французов не слишком счастливо. Прусский король Фридрих II Великий высказывался о де Субизе следующим образом: «Маршал де Субиз требует, чтобы за ним следовало сто поваров; я же предпочитаю, чтобы передо мною шло сто шпионов».
Поддерживаемый фаворитками мадам Помпадур и сменившей её мадам Дюбарри, занимал министерские посты в правительстве Людовика XV, сохранив своё влияние и при Людовике XVI.
Со смертью принца род его пресёкся. Сегодня о нём напоминают названия изобретённых им блюд — суп Субиз и соус Субиз.

## Браки и дети
Шарль был трижды женат. Его первый брак состоялся 29 декабря 1734 года с Анной Мари Луизой де Ла Тур д’Овернь (1 августа 1722 — 19 сентября 1739), дочерью Эммануэля Теодоза де Латур д’Овернь и внучкой знаменитой Марии Анны Манчини. Анна Мария Луиза умерла в 1739 году, родив сына, который умер в 1742 году. У них был один выживший ребенок:
- Шарлотта Годефрида Елизавета (7 октября 1737 — 4 марта 1760). Она вышла замуж за Луи Жозефа де Бурбона, принца Конде (1736—1818), потомка французского короля Людовика XIV и мадам де Монтеспан. Шарлотта была бабушкой по отцовской линии убитого Луи-Антуана, герцога Энгиенского.

6 ноября 1741 года он женился на принцессе Анне Терезе Савойской (1 ноября 1717 — 5 апреля 1745), дочери Виктора Амадея I, принца Кариньяно, и Марии Виттории Франчески Савойской (которая, в свою очередь, была внебрачной дочерью Виктора Амадея II Сардинского). Анна Тереза (известная как Анна Тереза де Савойя) родила еще одну дочь:
- Виктория Арманда Жозефа де Роган (28 декабря 1743 — 20 сентября 1807); вышла замуж за своего двоюродного брата, Анри Луи де Рогана, принца Гемене (1745—1809). Позже Виктория стала гувернанткой дочери Марии Антуанетты.

После смерти Анны Терезы 23 декабря 1745 года Шарль де Роган-Субиз женился в том же году на принцессе Анне Виктории Гессен-Райнфельс-Ротенбургской (25 февраля 1728 — 1 июля 1792), дочери Иосифа, наследного принца Гессен-Ротенбургского (1705—1744), и Кристины Сальмской (1707—1775). У них не было детей.
Шарль также, в частности, имел отношения с артисткой Мадлен Гимар и балериной Анной Виктуар Дервье.